# Max Hartung
Max Hartung (Aquisgrana, 8 ottobre 1989) è uno schermidore tedesco, specializzato nella sciabola.

## Biografia
Ha conquistato una medaglia di bronzo nei campionati europei di scherma di Lipsia del 2010 nella gara di sciabola a squadre.

## Palmarès
- Mondiali

Kazan' 2014: oro nella sciabola a squadre.
Mosca 2015: bronzo nella sciabola individuale e nella sciabola a squadre.
- Europei

Lipsia 2010: bronzo nella sciabola a squadre.
Sheffield 2011: argento nella sciabola a squadre e bronzo nella sciabola individuale.
Legnano 2012: bronzo nella sciabola a squadre.
Strasburgo 2014: bronzo nella sciabola a squadre.
Montreux 2015: oro nella sciabola a squadre e argento nella sciabola individuale.
Tbilisi 2017: oro nella sciabola individuale.
Novi Sad 2018: oro nella sciabola individuale e bronzo nella sciabola a squadre
Düsseldorf 2019: oro nella sciabola a squadre e bronzo nella sciabola individuale.